# 奧爾佩河
51°30′42.7″N 9°0′16.0″E / 51.511861°N 9.004444°E
奧爾佩河（德語：Orpe），是德國的河流，位於該國西部，流經北萊茵-威斯特法倫州和黑森州，屬於迪默爾河的右支流，河道全長19公里，流域面積98平方公里。